# 塔加爾湖

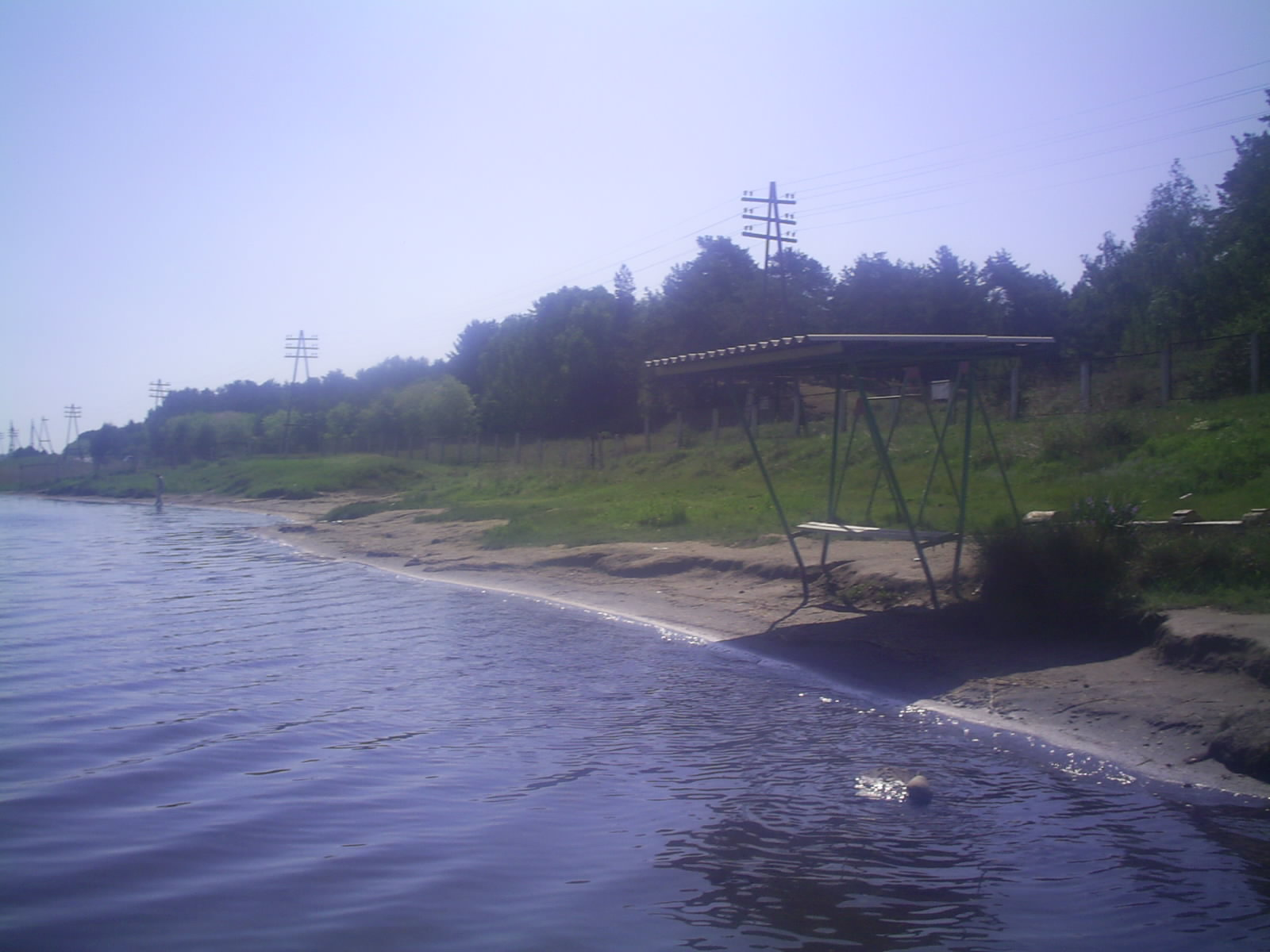

塔加爾湖是俄羅斯的湖泊，位於米努辛斯克以南14公里，由克拉斯諾達爾邊疆區負責管轄，長3公里、寬0.5公里，最大水深20米，湖中有療養院。